# Reipå
Reipå är en tätort och kyrkby i Meløy kommun i Nordland fylke i norra Norge. Orten ligger där fylkesväg 17 möter fylkesväg 7424 och fylkesväg 7426. Här finns Fore kyrka.

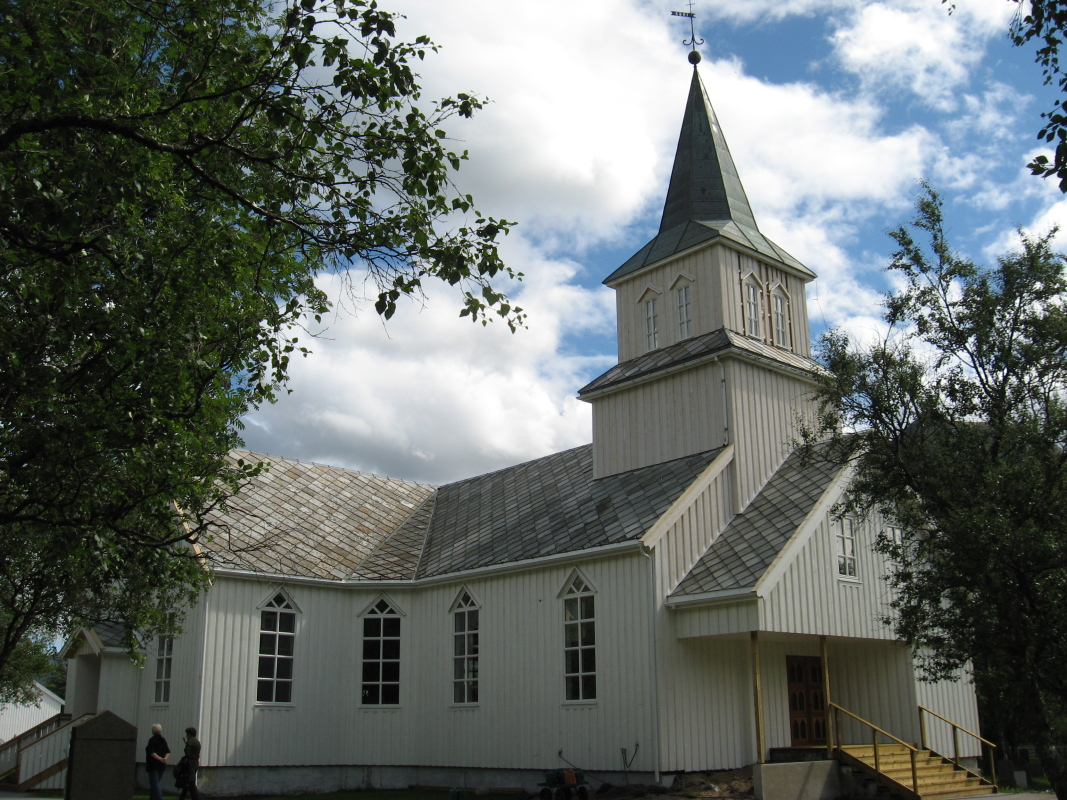
Fore kyrka.